# ويليام فرنسيس كونتز
ويليام فرنسيس كونتز (بالإنجليزية: William Francis Kuntz)‏ هو قاضي ومحامي أمريكي، ولد في 1950 في نيويورك في الولايات المتحدة.